# Lhasa (album)
 (février 2023).
Si vous disposez d'ouvrages ou d'articles de référence ou si vous connaissez des sites web de qualité traitant du thème abordé ici, merci de compléter l'article en donnant les références utiles à sa vérifiabilité et en les liant à la section « Notes et références ».
Albums de Lhasa de Sela
The Living Road
(2003)
Lhasa est le troisième album de la chanteuse Lhasa, sorti le 20 avril 2009 sur le label Warner Music Group. Il s'agit de son premier album entièrement écrit en anglais et le dernier avant son décès, le 1er janvier 2010.

## Liste des titres
1. Is Anything Wrong - 4:00
2. Rising - 3:52
3. Love Came Here - 3:55
4. What Kind of Heart - 5:09
5. Bells - 5:07
6. Fool's Gold - 3:05
7. A Fish on Land - 4:03
8. Where Do You Go - 4:32
9. The Lonely Spider - 3:21
10. 1001 Nights - 3:56
11. I'm Going In - 6:43
12. Anyone And Everyone	2:45